# Pitepalt
Pitepalt là một palt, một món ăn Thụy Điển có liên quan tới kroppkaka, và đặc sản của thành phố Piteå, dù món này không chỉ được ăn ở Piteå. Món ăn này có nhiều biến thể. Pitepalt chủ yếu được chế biến từ khoai tây tươi và bột lúa mạch, nhưng món kroppkakor không phải như vậy. Đối với món kroppkaka, khoai tây được luộc trước và lúa mì được sử dụng. Điều này khiến pitepalt có màu tối hơn.
Khoai tây, bột mì / lúa mạch bột, muối và thịt / thịt lợn băm nhỏ là những thành phần phổ biến trong pitepalt. Một số công thức nấu ăn cũng đề cập đến hành nhưng không phải là phổ biến. Đôi khi tiết cũng được thêm vào, món gọi là blodpalt, làm cho nó có màu rất tối.
Món này theo truyền thống được ăn với bơ và mứt lingonberry.